# Michael Plumb
John Michael Plumb (Islip, 28 de marzo de 1940) es un jinete estadounidense que compitió en la modalidad de concurso completo.
Participó en siete Juegos Olímpicos de Verano, entre los años 1960 y 1992, obteniendo en total seis medallas: plata por equipos en Tokio 1964, plata por equipos en México 1968, plata por equipos en Múnich 1972, oro por equipos y plata individual en Montreal 1976 y oro por equipos en Los Ángeles 1984.
Ganó cuatro medallas en el Campeonato Mundial de Concurso Completo entre los años 1974 y 1982, y cinco medallas en los Juegos Panamericanos entre los años 1959 y 1967.

## Palmarés internacional
| Juegos Olímpicos     | Juegos Olímpicos             | Juegos Olímpicos  | Juegos Olímpicos |
| Año                  | Lugar                        | Medalla           | Categoría        |
| -------------------- | ---------------------------- | ----------------- | ---------------- |
| 1964                 | Tokio (Japón)                | Medalla de plata  | Por equipos      |
| 1968                 | Ciudad de México (México)    | Medalla de plata  | Por equipos      |
| 1972                 | Múnich (RFA)                 | Medalla de plata  | Por equipos      |
| 1976                 | Montreal (Canadá)            | Medalla de oro    | Por equipos      |
| 1976                 | Montreal (Canadá)            | Medalla de plata  | Individual       |
| 1984                 | Los Ángeles (Estados Unidos) | Medalla de oro    | Por equipos      |
| Campeonato Mundial   |                              |                   |                  |
| Año                  | Lugar                        | Medalla           | Categoría        |
| 1974                 | Burghley (Reino Unido)       | Medalla de oro    | Por equipos      |
| 1974                 | Burghley (Reino Unido)       | Medalla de plata  | Individual       |
| 1978                 | Lexington (Estados Unidos)   | Medalla de bronce | Por equipos      |
| 1982                 | Luhmühlen (RFA)              | Medalla de bronce | Por equipos      |
| Juegos Panamericanos |                              |                   |                  |
| Año                  | Lugar                        | Medalla           | Categoría        |
| 1959                 | Chicago (Estados Unidos)     | Medalla de plata  | Individual       |
| 1959                 | Chicago (Estados Unidos)     | Medalla de plata  | Por equipos      |
| 1963                 | São Paulo (Brasil)           | Medalla de oro    | Por equipos      |
| 1967                 | Winnipeg (Canadá)            | Medalla de oro    | Individual       |
| 1967                 | Winnipeg (Canadá)            | Medalla de oro    | Por equipos      |